# Undine

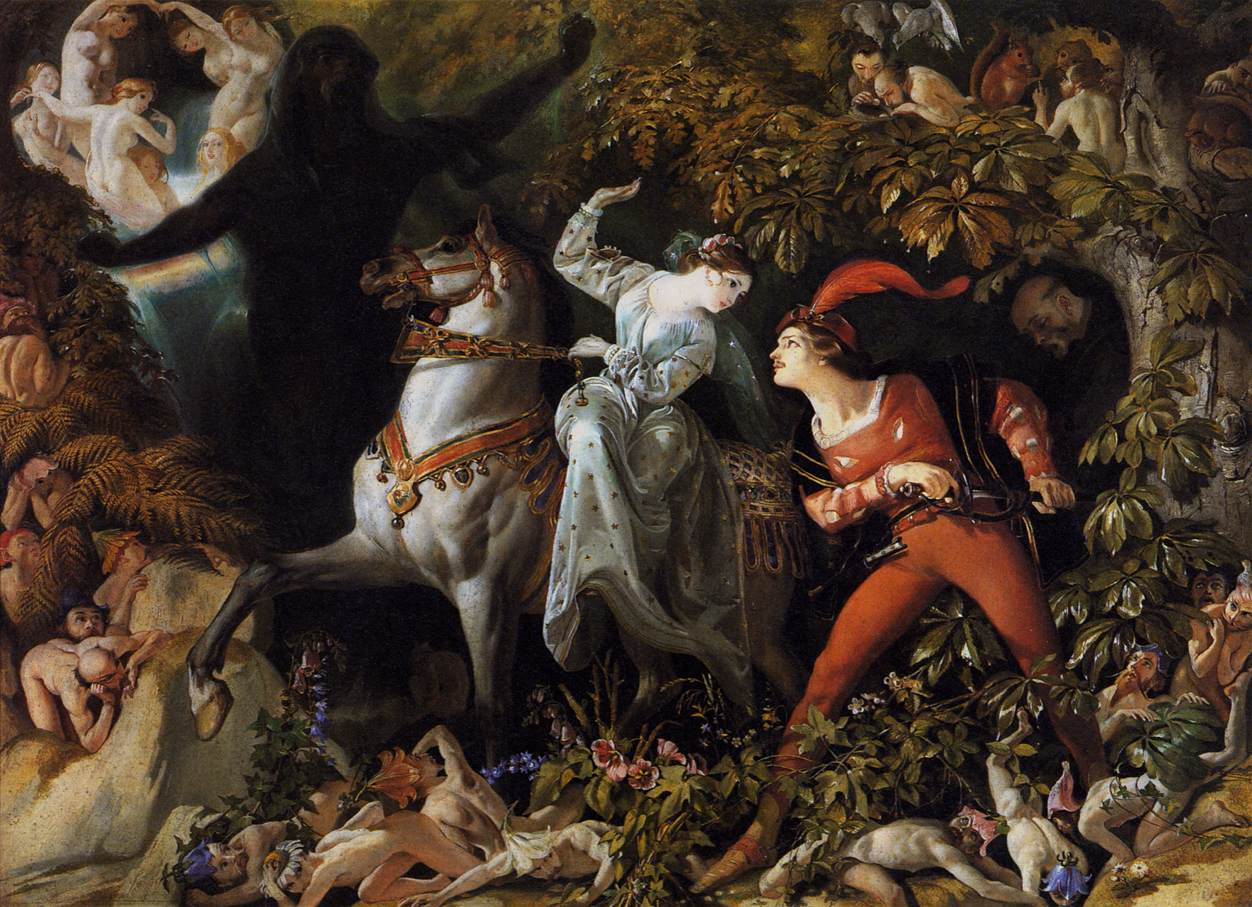
Undine och riddaren.

För fartyget med detta namn, se M/V Undine.
Undine är en kortroman av Friedrich de la Motte Fouqué som handlar om Undine, en vattenande som gifter sig med en riddare vid namn Huldbrand för att få en själ. Verket publicerades första gången på tyska år 1811 och blev mycket populärt. Det har bearbetats för scen åtskilliga gånger; bl.a. som opera 1814 med librettot av Fouqué och musik av E.T.A. Hoffmann, och som skådespel av Jean Giraudoux år 1938. På svenska utgavs verket senast år 2012.
Asteroiden 92 Undina är uppkallad efter Fouqués romangestalt.